# Oaxen
Oaxen is een plaats en eiland in de gemeente Södertälje in het landschap Södermanland en de provincie Stockholms län in Zweden. De plaats heeft 74 inwoners (2005) en een oppervlakte van 12 hectare.